# Lullinvuori-Kustaanvuori-Härköpohja
Lullinvuori-Kustaanvuori-Härköpohja este o arie protejată (arie specială de conservare — SAC, sit de importanță comunitară — SCI) din Finlanda întinsă pe o suprafață de 96 ha, integral pe uscat.

## Localizare
Centrul sitului Lullinvuori-Kustaanvuori-Härköpohja este situat la coordonatele 62°05′22″N 25°44′25″E / 62.0894°N 25.7403°E.

## Înființare
Situl Lullinvuori-Kustaanvuori-Härköpohja a fost declarat sit de importanță comunitară în august 1998 pentru a proteja 1 specie de animale. Situl a fost protejat și ca arie specială de conservare în aprilie 2015.

## Biodiversitate
Situată în ecoregiunea boreală, aria protejată conține 5 habitate naturale: Mlaștini turboase de tranziție și turbării mișcătoare, Pante stâncoase silicioase cu vegetație casmofită, Taiga vestică, Păduri fino-scandinave bogate în ierburi cu Picea abies, Mlaștini împădurite.
La baza desemnării sitului se află o specie protejată de  mamifere: veveriță zburătoare siberiană (Pteromys volans).
Pe lângă speciile protejate, pe teritoriul sitului au mai fost identificate 23 de specii de plante, 9 specii de păsări, 1 specie de pești.